# Österreichisch-Russische Freundschaftsgesellschaft
Die Österreichisch-Russische Freundschaftsgesellschaft (ORFG) ist ein Verein, der sich die Vernetzung Österreichs und Russlands in den Bereichen Bildung, Kultur und Wirtschaft zum Ziel gesetzt hat.
Der Verein verwirklicht jährlich 80 bis 120 Projekte aus verschiedensten Bereichen.
Das Netzwerk ermöglicht seinen Mitgliedern, an Gesprächen mit Entscheidungsträgern der Russischen Föderation teilzunehmen, unterstützt bei Fragen zu Visumanträgen und vermittelt Wirtschaftskontakte.
Die ORFG verfügt neben einer Hauptniederlassung in Wien über Repräsentanzen in der Steiermark, Oberösterreich und Moskau sowie Vertretungen in Innsbruck und Klagenfurt.

## Organe
Der Verein wird durch ein Präsidium und einen erweiterten Vorstand repräsentiert. Seit September 2020 ist Maximilian Habsburg-Lothringen Präsident. Die operativen Geschäfte führt Generalsekretär Markus Stender.
Anfang 2021 zählte der Verein rund 500 stimmberechtigte Mitglieder und 3.500 Proponenten. Unter den Mitgliedern des Präsidiums und des Vorstandes der ORFG befinden sich Vertreter der österreichischen Bundesministerien, österreichischer Bundesländer sowie politischer und wirtschaftlicher Interessensvertretungen und der Privatwirtschaft.
Seit Vereinsbeginn arbeitet die ORFG eng mit der Russischen Botschaft zusammen. Der Botschafter der Russischen Föderation in Österreich, gegenwärtig Dmitrij Ljubinskij, ist Ehrenpräsident in der Gesellschaft.

## Tätigkeitsfelder

### Wirtschaft
- Networking
- Organisation von Besuchen hochrangiger Vertreter der Russischen Föderation
- Präsentation von russischen Regionen

### Bildung
- Die ORFG als Schnittstelle zwischen Bildung und Wirtschaft im österreichisch-russischen Kontext
- Schulpartnerschaften
- Etablierung einer österreichisch-russischen Praktika-Plattform

## Geschichte des Vereins
Die österreichisch-sowjetische Gesellschaft organisierte lange Zeit Auslandsreisen und sorgte für den wirtschaftlichen und kulturellen Austausch der beiden Länder. Nach dem Zerfall der Sowjetunion 1991 löste sich die Gesellschaft auf.
2000 beschloss ein sechsköpfiges Komitee die Gründung der ORFG, mit Florian Sterman als erstem Präsidenten.
Von 2012 bis 2015 fungierte Ludwig Scharinger als Präsident. Ab November 2015 war Richard Schenz Präsident, Christoph Matznetter dessen Vizepräsident.
2020 verließen Präsident Richard Schenz und Vizepräsident Christoph Matznetter die ORFG, ebenso wie einige fördernde Mitglieder wie die Strabag oder die OMV. 2021 gründeten sie das Forum Österreich-Russland, dessen Präsident Schenz wurde, Matznetter wurde erneut Vizepräsident.

## Präsidenten
- bis 2011: Ernst Strasser[6]
- 2012–2015: Ludwig Scharinger
- 2015–2020: Richard Schenz (Vizepräsident Christoph Matznetter)
- seit 2020: Maximilian Habsburg-Lothringen

## Präsidium
- Maximilian Habsburg-Lothringen (Präsident)
- Markus Stender (Generalsekretär)
- Wolfgang Reithoffer (Finanzreferent)